# Shaogomphus postocularis
Shaogomphus postocularis är en trollsländeart. Shaogomphus postocularis ingår i släktet Shaogomphus och familjen flodtrollsländor.

## Underarter
Arten delas in i följande underarter:
- S. p. epophthalmus
- S. p. postocularis